# 죠니 브라보

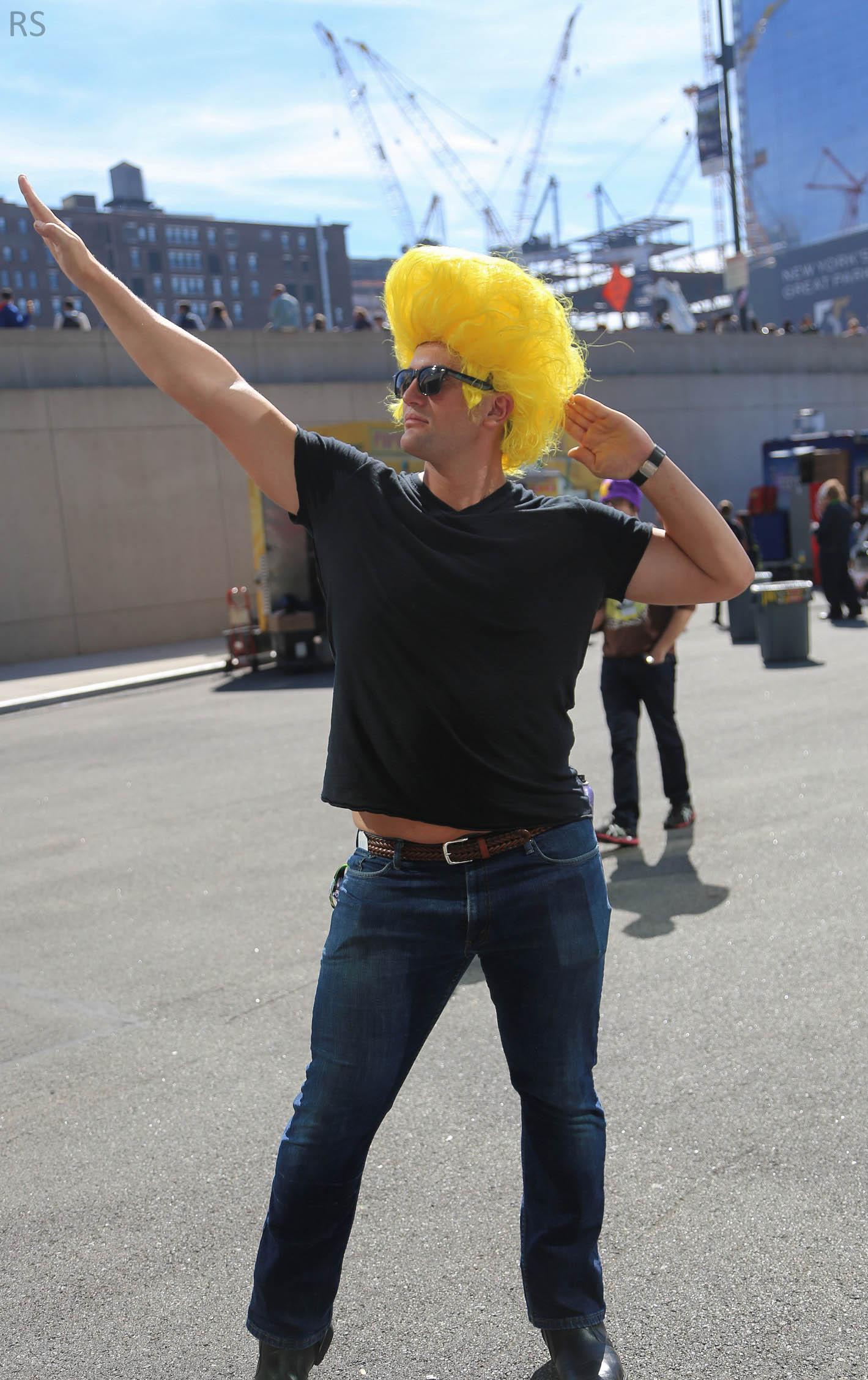

《죠니 브라보》(Johnny Bravo 조니 브라보[*])는 밴 파터블, 선우 엔터테인먼트, 러프 드래프트 코리아, 코코 엔터프라이즈, 새롬 애니메이션, 동양동화가 기획하고 카툰 네트워크에서 방영한 미국의 텔레비전 애니메이션 프로그램이다. 잘 생기고 엘비스 프레슬리의 목소리를 가진 주인공 죠니 브라보가 여자를 사귀기 위해 노력하나 결국은 실패한다는 내용을 다루고 있다. 1997년부터 2004년까지 방영하였으며 총 4개의 시즌, 67회의 에피소드가 공개되었다.